# Kathedraal van Onze-Lieve-Vrouw van Wijsheid
De Kathedraal van Onze-Lieve-Vrouw van Wijsheid (Frans: Cathédrale Notre-Dame de la Sagesse), ook: Kathedraal van Butare, is een katholieke kerk in de Rwandese stad Butare. De kathedraal is de zetel van het in 1961 opgerichte bisdom Butare.
De kerk is gebouwd in de jaren 1930 in Butare (Astrida genoemd vanaf 1935) in de toenmalige Belgische kolonie Ruanda-Urundi. De bouw werd afgerond in 1936. Het is de grootste kathedraal van Rwanda.

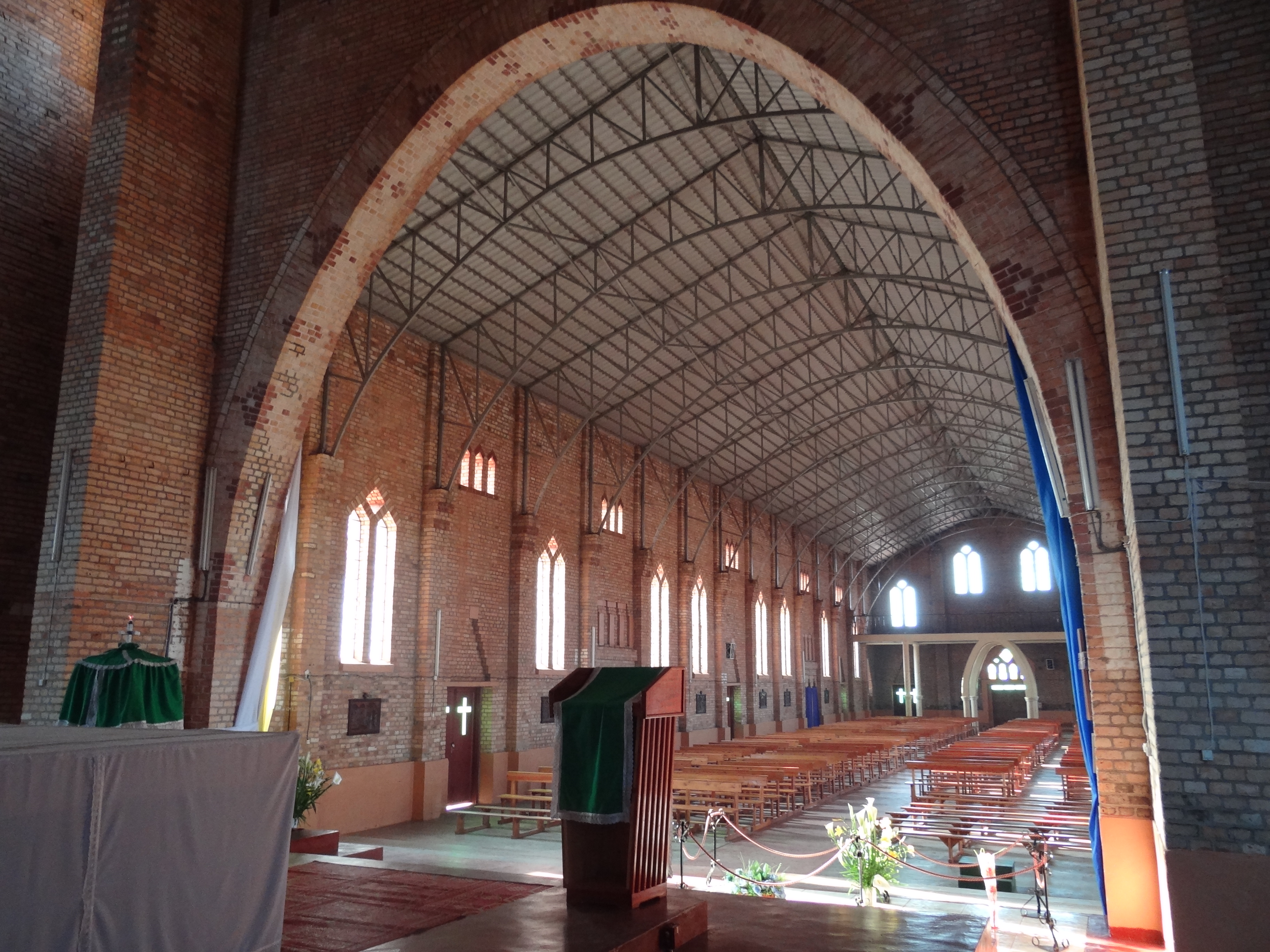
Interieur van de kathedraal
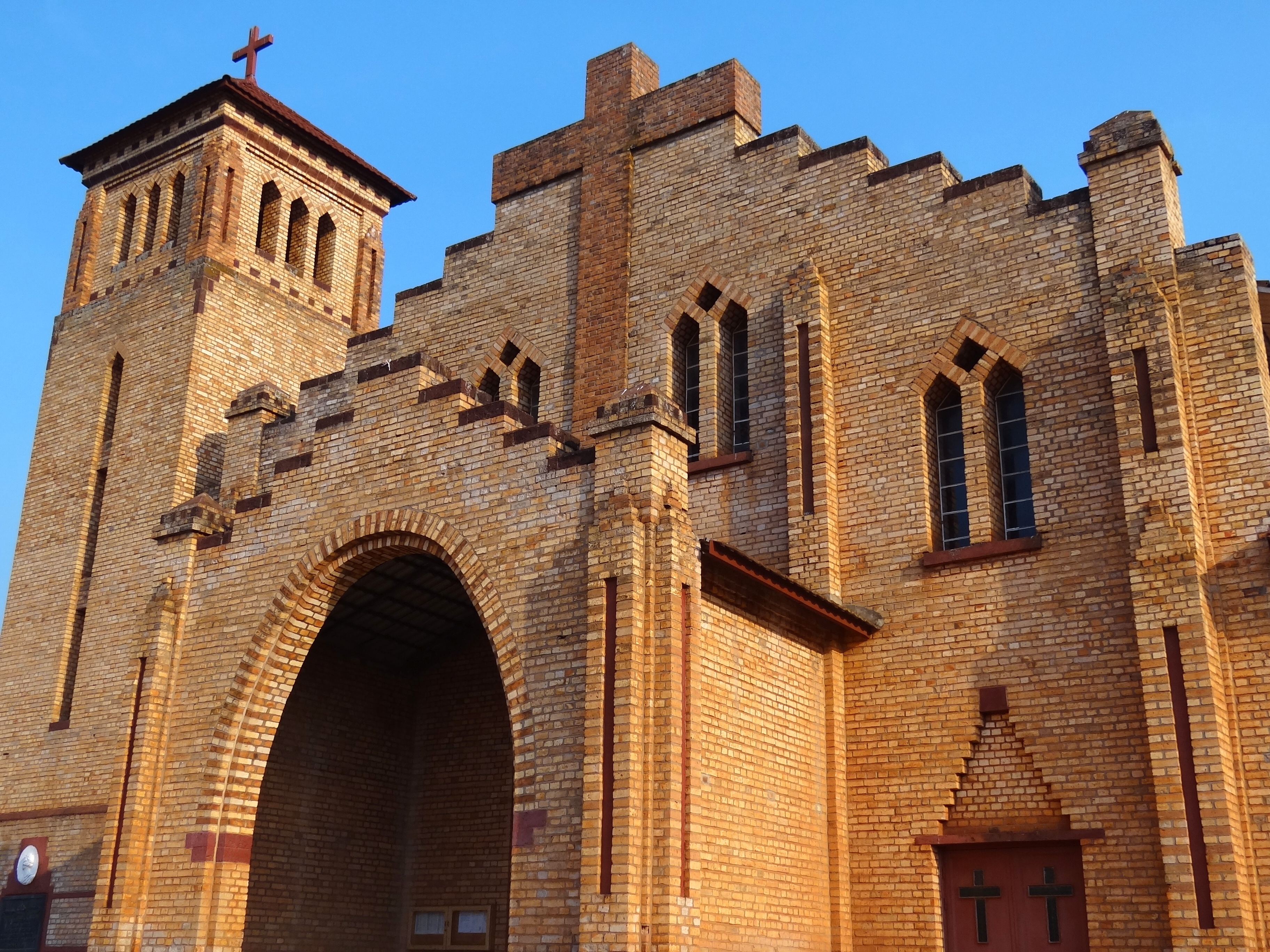
Façade van de kathedraal